# Canton de Tilly-sur-Seulles
Le canton de Tilly-sur-Seulles est une ancienne division administrative française située dans le département du Calvados et la région Basse-Normandie.

## Géographie
Ce canton était organisé autour de Tilly-sur-Seulles dans l'arrondissement de Caen. Son altitude variait de 27 m (Carcagny) à 130 m (Vendes) pour une altitude moyenne de 81 m.

## Représentation

### Conseillers généraux de 1833 à 2015
| Période | Période      | Identité                                    | Étiquette            | Qualité                                                                                                   |
| ------- | ------------ | ------------------------------------------- | -------------------- | --- |
| 1833    | 1834 (décès) | Henry-Louis comte puis marquis de Chastenay |                      | Ancien colonel au Corps royal de l'état-major, pair de France                                             |
| 1834    | 1838 (décès) | Georges Simon père                          |                      | Avocat, maire de Grainville (1830-1838)                                                                   |
| 1838    | 1842         | Georges Simon fils                          |                      | Avocat à la cour royale de Caen                                                                           |
| 1842    | 1845         | Louis Jean Gabriel de Béchevel              |                      | Maire de Fontenay, ancien conseiller général du canton d'Isigny-sur-Mer                                   |
| 1845    | 1870         | Georges Simon                               |                      | Avocat à Caen                                                                                             |
| 1870    | 1896 (décès) | David-Jules Beaujour                        | Républicain          | Ancien président du tribunal de commerce de Caen, conseiller municipal de Caen                            |
| 1896    | 1904         | Arthur Lemaître                             | Républicain          | Directeur d'assurances, propriétaire à Bretteville-l'Orgueilleuse                                         |
| 1904    | 1940         | Paul de Longuemare (1859-1948)              | RG                   | Avocat, maire de Vendes (1892-1945), nommé conseiller départemental en 1943                               |
|         |              |                                             |                      | |
| 1945    | 1951         | Philippe Livry-Level                        | DVD-RPF puis CNI     | Compagnon de la Libération, propriétaire-exploitant, député (1946-1951), maire d'Audrieu (1945-1960)      |
| 1951    | 1958         | Pierre Macaire                              | RPF puis RS          | Médecin à Tilly-sur-Seulles                                                                               |
| 1958    | 1973         | Raymond Triboulet                           | RS puis UNR puis UDR | Agriculteur à Sainte-Croix-Grand-Tonne, député (1946-1955 et 1956-1973), ministre (1959-1966)             |
| 1973    | 1976 (décès) | Gérard Triboulet (fils du précédent)        | DVD                  | Journaliste, maire de Sainte-Croix-Grand-Tonne                                                            |
| 1976    | 2001 (décès) | Guy Imhof (1921-2001)                       | UDF-PR puis DL       | Directeur commercial, maire de Saint-Manvieu-Norrey, suppléant du député Francis Saint-Ellier (1988-1993) |
| 2001    | 2015         | Olivier Quesnot                             | PRG puis PS          | Comptable, maire de Tilly-sur-Seulles (1995-2014)                                                         |

Le canton participait à l'élection du député de la première circonscription du Calvados.

### Conseillers d'arrondissement (de 1833 à 1940)
| Période                                  | Période      | Identité                                         | Étiquette | Qualité |
| ---------------------------------------- | ------------ | ------------------------------------------------ | --------- | --- |
| 1833                                     | 1839         | M. Marie                                         |           | Commandant du bataillon cantonal de Bretteville                                                             |
| 1839                                     | 1859 (décès) | Augustin Louis Vallerand de La Fosse (1788-1859) |           | Maire de Fontenay-le-Pesnel                                                                                 |
| 1859                                     | 1877 (décès) | Vicomte Octave-Auguste-Hyacinthe de Blangy       |           | Maire de Juvigny-sur-Seulles                                                                                |
| 1877                                     | 1892 (décès) | Théodore Naguet de Saint-Vulfran (1817-1892)     |           | Maire d'Audrieu, ancien directeur de l'observatoire de la marine à Cherbourg                                |
| 1892                                     | 1905 (décès) | Edmond Le Jamtel (1854-1905)                     |           | Avocat, propriétaire rue Guillaume à Caen, maire de Tilly-sur-Seulles                                       |
| 1905                                     | 1913         | Louis Sauvage                                    | Libéral   | Cultivateur, licencié en droit, adjoint au maire de Carpiquet                                               |
| 1913                                     | 1925         | Louis-Auguste Bellier                            |           | Agriculteur, maire de Sainte-Croix-Grand-Tonne                                                              |
| 1925                                     | 1940         | Louis-Henri Moulin                               | RG        | Propriétaire éleveur, adjoint puis maire de Carpiquet                                                       |
| 1940                                     |              |                                                  |           | Les conseils d'arrondissement ont été suspendus par la loi du 12 octobre 1940 et n'ont jamais été réactivés |
| Les données manquantes sont à compléter. |              |                                                  |           | |

## Composition

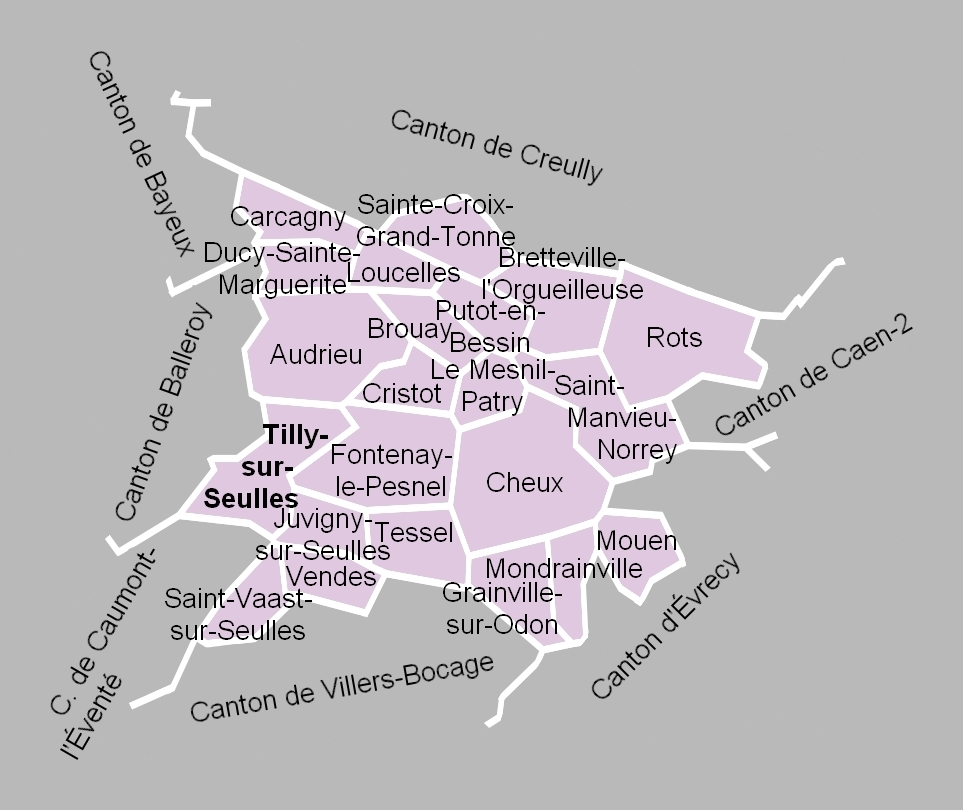
La carte des communes du canton. Les cantons limitrophes étaient ceux de Bayeux, de Creully, de Caen-2, d'Évrecy, de Villers-Bocage, de Caumont-l'Éventé et de Balleroy.

Le canton de Tilly-sur-Seulles comptait 16 521 habitants en 2012 (population municipale) et regroupait vingt-deux communes :
- Audrieu ;
- Bretteville-l'Orgueilleuse ;
- Brouay ;
- Carcagny ;
- Cheux ;
- Cristot ;
- Ducy-Sainte-Marguerite ;
- Fontenay-le-Pesnel ;
- Grainville-sur-Odon ;
- Juvigny-sur-Seulles ;
- Loucelles ;
- Le Mesnil-Patry ;
- Mondrainville ;
- Mouen ;
- Putot-en-Bessin ;
- Rots ;
- Sainte-Croix-Grand-Tonne ;
- Saint-Manvieu-Norrey ;
- Saint-Vaast-sur-Seulles ;
- Tessel ;
- Tilly-sur-Seulles ;
- Vendes.

À la suite du redécoupage des cantons pour 2015, les communes de Grainville-sur-Odon et Mondrainville sont rattachées au canton d'Évrecy, les communes d'Audrieu, Bretteville-l'Orgueilleuse, Brouay, Carcagny, Cheux, Cristot, Ducy-Sainte-Marguerite, Fontenay-le-Pesnel, Juvigny-sur-Seulles, Loucelles, Le Mesnil-Patry, Putot-en-Bessin, Rots, Sainte-Croix-Grand-Tonne, Saint-Manvieu-Norrey, Saint-Vaast-sur-Seulles, Tessel, Tilly-sur-Seulles et Vendes à celui de Bretteville-l'Orgueilleuse et la commune de Mouen à celui de Caen-1.

### Anciennes communes
Les anciennes communes suivantes étaient incluses dans le canton de Tilly-sur-Seulles :
- Bretteville-sur-Bordel, absorbée en 1834 par Tessel. La commune prend alors le nom de Tessel-Bretteville, puis reprend celui de Tessel en 1938.
- Norrey-en-Bessin, absorbée en 1972 par Saint-Manvieu. La commune prend le nom de Saint-Manvieu-Norrey.

## Démographie
| 1962  | 1968  | 1975  | 1982   | 1990   | 1999   | 2006   | 2011   | 2012   |
| ----- | ----- | ----- | ------ | ------ | ------ | ------ | ------ | ------ |
| 7 667 | 8 023 | 8 980 | 10 772 | 13 189 | 14 464 | 15 513 | 16 324 | 16 521 |